# Tis u Blatna
Pour les articles homonymes, voir TIS.
Tis u Blatna (en allemand : Tiss bei Pladen) est une commune du district de Plzeň-Nord, dans la région de Plzeň, en République tchèque. Sa population s'élevait à 111 habitants en 2022.

## Géographie
Tis u Blatna se trouve à 9 km à l'ouest-sud-ouest de Jesenice, à 39 km au nord de Plzeň et à 78 km à l'ouest de Prague.
La commune est limitée par Lubenec au nord, par Blatno au nord-est, par Žihle à l'est et au sud, et par Chyše à l'ouest.

## Histoire
La première mention écrite de la localité date de 1227.

## Administration
La commune se compose de trois sections :
- Balková
- Kračín
- Tis u Blatna

## Transports
Par la route, Tis u Blatna se trouve à 10 km de Jesenice, à 37 km de Rakovník, à 62 km de Plzeň et à 90 km de Prague. 